# Конвой № 2202 (вересень 43)
Конвой № 2202 — японський конвой часів Другої світової війни, проведення якого відбувалось у вересні 1943 року.
Конвой сформували в Рабаулі — головній передовій базі в архіпелазі Бісмарка, з якої японці провадили операції на Соломонових островах та сході Нової Гвінеї, а місцем призначення при цьому був атол Трук (Чуук) на сході Каролінських островів (ще до війни тут була створена потужна база ВМФ, з якої до лютого 1944 року провадились операції у цілому ряді архіпелагів).
До складу конвою увійшли транспорти «Асахісан-Мару» та «Хакозакі-Мару», а ескорт складався з переобладнаних канонерських човнів «Чоко-Мару № 2» та «Чоун-Мару».
20 вересня кораблі вийшли з Рабаула та попрямували на північ. Близько опівдня наступної доби «Хакозакі-Мару» був атакований летючим човном PBY «Каталіна». Уранці 22 вересня атака повторилась, причому цього разу об'єктами для неї були як «Хакозакі-Мару», так і обидва ескортні кораблі. Внаслідок атак транспорт зазнав легких пошкоджень, що не завадило продовжувати перехід.
24 вересня конвой прибув на Трук.